# Notgepäck

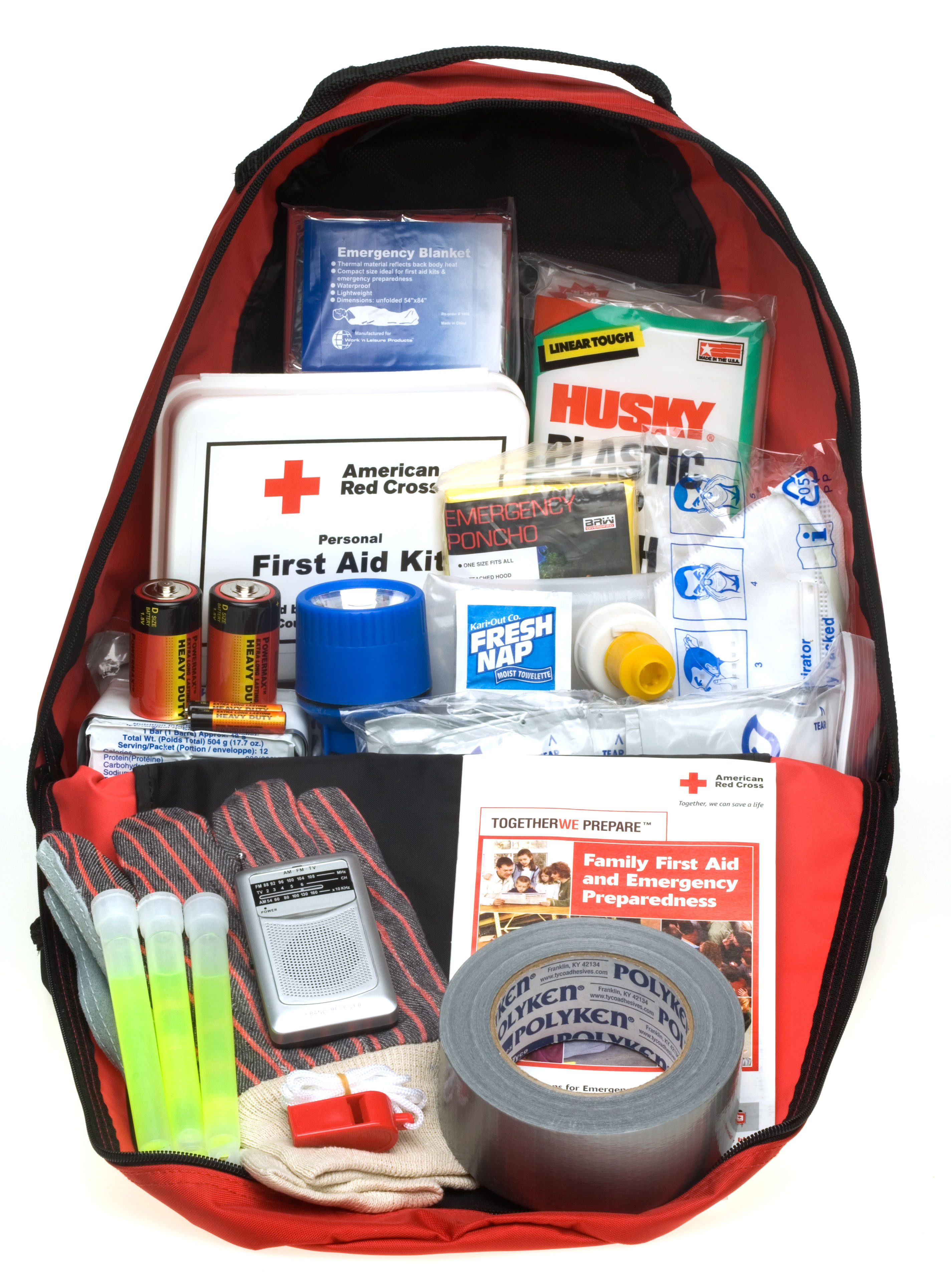
Beispiel für einen als Notgepäck gepackten Rucksack

Unter Notgepäck wird ein Gepäckstück (in der Regel ein Rucksack) verstanden, welches fertig gepackt für den Fall einer Flucht bereitsteht. Das Ziel des Notgepäcks ist die Versorgung während der Flucht bis zu einem sicheren Zielort. Sein Inhalt kann hierbei je nach Fluchtszenario und persönlichen Umständen variieren. Synonym wird von einem Fluchtrucksack gesprochen oder im Englischen von einem Bug-Out Bag (BOB), einem 72-hour kit oder einem GOOD bag (kurz für get out of Dodge bag).

## Fluchtszenarien
Szenarien, auf die sich Menschen mit einem Bug-Out Bag vorbereiten, können sowohl individuelle Notsituationen sein als auch solche, die viele Menschen gleichzeitig betreffen. Individuelle Notsituationen sind beispielsweise häusliche Gewalt oder politische Verfolgung. Dem gegenüber stehen Szenarien, in welchen viele Menschen gleichzeitig zur Flucht gezwungen werden. Zu nennen sind hier Starkwetterereignisse (Fluten, Stürme, Brände), Krieg, Chemie- oder Atomunfälle, Bürgerkrieg und soziale Unruhen.

## Inhalt

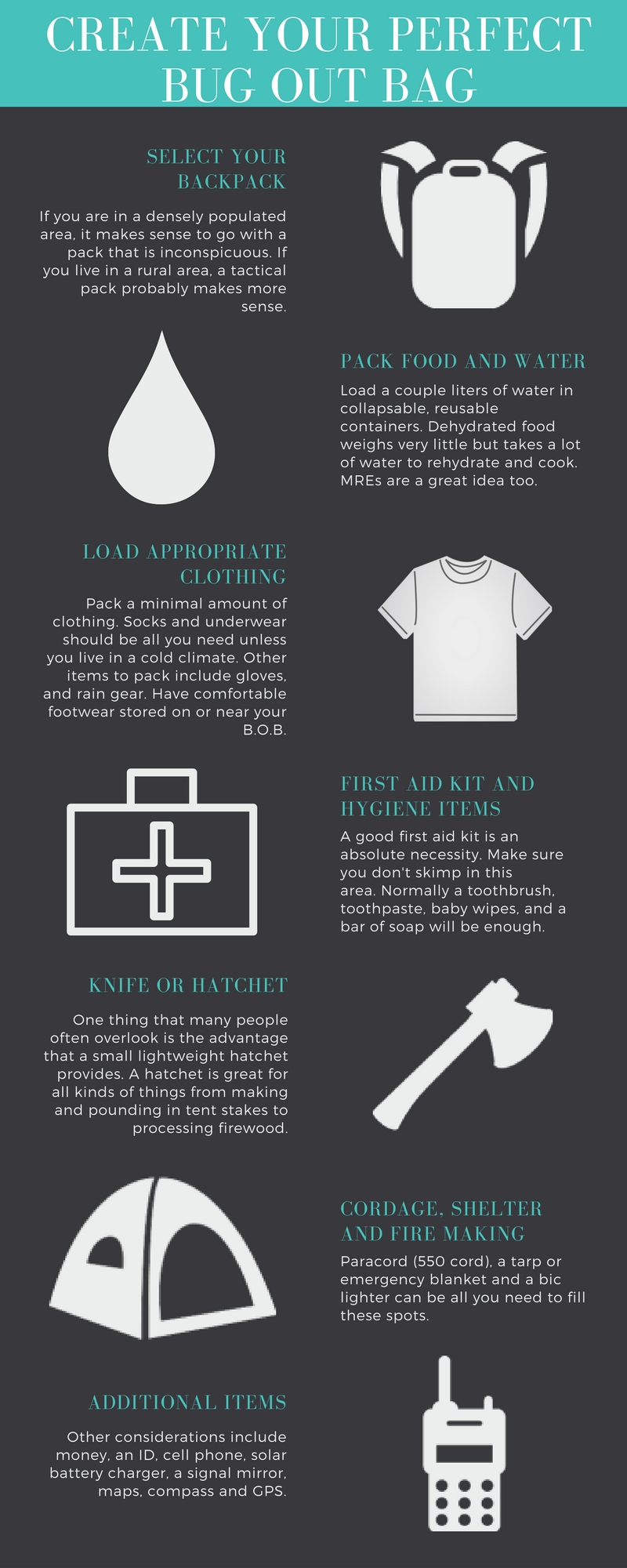
Erstellen des Notgepäcks

Das Bundesamt für Bevölkerungsschutz und Katastrophenhilfe empfiehlt in seinem Ratgeber für Notfallvorsorge und richtiges Handeln in Notsituationen folgendes Notgepäck:
- persönliche Medikamente,
- behelfsmäßige Schutzkleidung,
- Wolldecke, Schlafsack,
- Unterwäsche, Strümpfe,
- Gummistiefel, derbes Schuhwerk,
- Feldbesteck oder Essgeschirr, -besteck, Thermoskanne, Becher,
- Material zur Wundversorgung,
- Dosenöffner und Taschenmesser,
- strapazierfähige, warme Kleidung,
- Taschenlampe,
- Kopfbedeckung, Schutzhelm,
- Schutzmaske, behelfsmäßiger Atemschutz,
- Arbeitshandschuhe,
- Fotoapparat oder Fotohandy.[2]

Der Ratgeber empfiehlt eine Dokumentenmappe für Notfälle. Die Federal Emergency Management Agency, das US-amerikanische Pendant zum Bundesamt für Bevölkerungsschutz und Katastrophenhilfe, nennt einige Elemente, die in obiger Liste unerwähnt bleiben: Wasser, Nahrung, batterie- oder kurbelbetriebene Radiogeräte, Batterien, Signalpfeife, Tarp, Klebeband (selbstklebendes Textilband), Feuchttücher, Mülltüten, regionale Landkarten, Mobiltelefon mit Ladekabel und Reserveakku. Weitere in anderen Quellen genannte Elemente sind Geld und Wertsachen, kleine Gegenstände mit emotionalem Wert, Outdoormesser mit feststehender Klinge und durchgehendem Erl und ein Multi-Tool oder eine Kombizange. Manche Ratgeber empfehlen auch Selbstverteidigungsmittel wie Pfefferspray, Kubotan oder Handfeuerwaffen (wo diese gesetzlich erlaubt sind). Individuell benötigte Gegenstände könnten zum Beispiel Säuglings- oder Tiernahrung, Gehhilfen oder Hörgeräte sein.

## Abgrenzung zu ähnlichen Begriffen
Überschneidungen bestehen zu verschiedenen anderen Konzepten:
- Ein Everyday Carry enthält manche Gegenstände, die sich auch im Notgepäck finden, wird jedoch immer mitgeführt und ist deshalb weniger umfangreich.
- Survival kits enthalten Gegenstände, die zum Überleben in der Wildnis, auf hoher See oder im Weltall erforderlich sind, und sind für urbane Umgebungen weniger hilfreich.
- Die Ten essentials sind Gegenstände, die für ausgedehnte (Berg-)Wanderungen empfohlen werden.